# اسماهور علیا
اسماهور (به معنی محل طلوع آفتاب در زبان پارسی) روستایی از توابع بخش مرکزی شهرستان الیگودرز در استان لرستان ایران است. اسماهور  در ۱۵ کیلومتری شهرستان الیگودرز از استان لرستان میباشد. دارای مردمانی خونگرم و صمیمی شامل طوایفی از خاندان‌های خدادادی،شیخ انصاری،رنجبر،نعمتی،اسدی،میری،بیات،اکبری،فلاح،صفری،هفتلنگ، و انصاری میباشد.

## جمعیت
این روستا در دهستان بربرود شرقی قرار دارد و براساس سرشماری مرکز آمار ایران در سال ۱۳۸۵، جمعیت آن ۳۰۵ نفر (۶۸خانوار) بوده‌است.
بیشتر مردم این روستا بختیاری چهار‌لنگ از طایفه ذلقی و تیره هزاروسی، طایفه ممیوند و از تیره عیسوند و دارای فامیلی‌های نظری،شیخ انصاری ،انصاری، میری، نعمتی، اسدی، خدادادی، بیات، رنجبر، فلاح، هفت لنگ، بختیاری،اکبری می‌باشند....